# Ropstvo u staroj Grčkoj
Ropstvo u staroj Grčkoj bilo je uobičajena institucija kao i u drugim antičkim društvima. Procjenjuje se kako je većina atenskih građana posjedovala barem jednog roba, a grčki pisci uglavnom su ropstvo smatrali i prirodnim i nužnim. Na određeno preispitivanje tog gledišta nailazi se u sokratovskim dijalozima, a kod stoičkih filozofa nalazi se najstarija zabilježena osuda ropstva.
Danas historiografija razlikuje robove koji su predstavljali osobnu pokretnu imovinu vlasnika i robove koji su bili vezani za zemlju, kakvi su, na primjer, bili penesti u Tesaliji ili heloti u Sparti, koji su više nalikovali srednjovjekovnim kmetovima i na neki način bili smatrani dijelom nekretnine na kojoj su se nalazili. Osobni rob je osoba lišena slobode i prisiljena na pokoravanje vlasniku, koji ga može kupiti, prodati ili ga posuditi drugoj osobi, kao i bilo koju drugu svojinu.
Proučavanje ropstva u staroj Grčkoj susreće se sa značajnim metodološkim teškoćama. Dokumentarni izvori su raštrkani i sačuvani u vrlo fragmentarnom stanju, i pri tom se uglavnom odnose na Atenu. Nijedan antički spis ne bavi se u cijelosti ovom temom, a i grčki zakoni zanimali su se za ropstvo samo kao za izvor prihoda. U grčkim komedijama i tragedijama robovi su prikazani na stereotipan način, dok se u ikonografiji ne uočava razlika u prikazivanju robova i obrtnika.

## Nazivlje
Stari su Grci imali nekoliko riječi kojima su označavali roba, što može dovesti do dvosmislenosti kad se uporaba tih riječi u određenom tekstu promatra van njihovog ispravnog konteksta. U Homera, Hezioda i Teognida rob se zove (grč.): δμώς / dmōs. Ta riječ ima općenito značenje, ali se posebno odnosi na ratne zarobljenike koji su činili dio ratnog plijena, odnosno predstavljali dio osvojene imovine. U klasično doba Grci su za roba često rabili riječ (grč.): ἀνδράποδον / andrapodon, (doslovno: "onaj s ljudskim nogama"), koja stoji nasuprot riječi (grč.): τετράποδον / tetrapodon = "četvroronožac", tj. stoka. Najfrekventnija riječ je (grč.): δοῦλος / doulos, koja stoji nasuprot riječi za "slobodnog čovjeka" ((grč.): ἐλεύθερος / eleútheros); stariji oblik ove riječi nalazi se na mikenskim natpisima kao do-e-ro (= "rob" ili "sluga", "kmet") i kao do-e-ra (= "robinja" ili "sluškinja", "kmetkinja"). Glagol (grč.): δουλεὐω, koji postoji i u novogrčkom i znači "raditi", može se metaforički koristiti i za druge oblike vlasti, kao što je prevlast jednog polisa nad drugim ili moć roditelja nad djecom. U konačnici,rabio se i naziv (grč.): οἰκέτης / oiketēs, koji znači "stanar" i odnosi se na kućnu poslugu.
Drugi nazivi nisu precizni i mogu se razumjeti samo u odgovarajućem kontekstu. Riječ (grč.): θεράπων / therapōn u Homera znači "pomoćnik", npr. za Patrokla se kaže da je Ahilejev therapōn, a za Meriona da je Idomenejev therapōn; u klasično je doba ta riječ označavala "slugu". Ponekad se rabi i riječ (grč.): ἀκόλουθος / akolouthos (doslovno: "pratitelj"), odnosno njena umanjenica (grč.): ἀκολουθίσκος, kojom se posebno označavao paž. Riječ (grč.): παῖς / pais (doslovno: "dijete") koristi se u značenju "dečko", "potrčko", a ima i pejorativno značenje kad se koristi za dozivanje odraslog roba. Naposljetku, riječ (grč.): σῶμα / sōma (= "tijelo") rabila se u kontekstu oslobađanja robova.

## Počeci ropstva
Robovi su postojali već u mikenskom razdoblju, kako se vidi iz brojnih glinenih pločica otkopanih u Pilosu. Razlikuju se dvije pravne kategorije robova: "robovi ((grč.): εοιο)"  i "robovi boga ((grč.): θεοιο)", pri čemu se u tom slučaju vjerojatno radilo o Posejdonu. Robovi u službi boga uvijek se spominju po imenu i posjeduju vlastitu zemlju; njihov je pravni položaj blizak položaju slobodnih ljudi. Priroda i podrijetlo njihove vezanosti za božanstvo ostaju nejasni. Po imenima običnih robova zaključuje se da su neki od njih potjecali s Kitere, Hiosa, Lemnosa i iz Halikarnasa i vjerojatno su ih oteli i porobili pirati. Pločice ukazuju na to da je bračna zajednica robova i slobodnih ljudi bila uobičajena pojava i da su robovi mogli posjedovati i obrađivati vlastitu zemlju. Čini se da glavnu podjelu u mikenskom svijetu nije predstavljala podjela na slobodne ljude i robove, već na ljude koji su se nalazili u palači i one koji su bili izvan nje.
Ne postoji kontinuitet između mikenskog razdoblja i Homerovog doba, u kojem su društvene strukture odražavale hijejarhiju koja je ustanovljena tijekom mračnog doba Grčke. Mijenja se i nazivlje: rob više nije do-e-ro (doulos), nego dmōs. Robovi koji se spominju u Ilijadi uglavnom su žene, ratne zarobljenice, dok se za zarobljene muškarce plaćao otkup ili su, pak, ubijani u boju. I u Odiseji većinu robova čine žene. Te su robinje radile kao sluškinje, a ponekad i kao konkubine. Pojavljuju se i neki robovi muškarci, osobito u Odiseji, od kojih je najpoznatiji svinjar Eumej. Rob je dio uže "obitelji" ili "kućanstva" (oikos): Laert objeduje sa svojom poslugom, a zimi i spava u njihovom društvu. Riječ dmōs nije smatrana pogrdnom, i Eumej, "božanski" svinjar, nosi isti epitet kao i homerski junaci. No, ropstvo je ipak bilo sramotno, i sam Eumej kaže da "Zeus, čiji glas nadaleko se čuje, oduzima pola čovjekove vrline kad mu dođe dan ropstva".
Teško je utvrditi u kojem je trenutku tijekom arhajskog razdoblja počela trgovina robljem. Heziod u Poslovima i danima (7. stoljeće pr. n. e.) ima brojne sluge, no njihov status nije razvidan. Douloi se spominju u lirskih pjesnika kao što su Arhiloh i Teognid iz Megare. Prema epigrafskim zapisima, Drakontovi zakoni o ubojstvu (oko 620. pr. n. e.) spominjali su i robove. Prema Plutarhu, Solon je oko 594./3. pr. n. e. zabranio robovima ići u vježbališta i upuštati se u homoseksualne spolne odnose s dječacima. Pred kraj arhajskog razdoblja robovi se spominju sve češće. Ropstvo postaje sve prisutnije upravo u trenutku kad je Solon postavio temelje atenske demokracije. Klasični filolog Moses Finley zamjećuje kako je na Hiosu, za koji Teopomp kaže da je bio prvi polis koji je organizirao trgovinu robljem, u 6. stoljeću pr. n. e. ustanovljeno demokratsko državno uređenje, te zaključuje da "jedan aspekt grčke povijesti, ukratko, predstavlja istodobni uspon slobode i ropstva".

## Robovi i gospodarstvo
Robovima su se mogle povjeriti sve dužnosti osim onih političkih. Za sve Grke jedino je politika bila dostojna građanina, dok su ostale dužnosti, kad god je to bilo moguće, prepuštane onima koji nisu bili građani nekog polisa. Tu se važnost pridavala statusu, a ne samoj djelatnosti.
Robovi su najviše radili u poljoprivredi, koja je predstavljala osnovu grčke ekonomije. Neki sitni zemljoposjednici mogli su imati jednog ili čak dva roba. Opsežan korpus literature za zemljoposjednike (kao što je Ksenofontov spis O ekonomiji) potvrđuje prisustvo desetaka robova na većim imanjima, pri čemu se radilo kako o običnim radnicima tako i o nadzornicima. Opseg u kojem se u zemljoradnji rabila robovska radna snaga još uvijek je predmet rasprave. Sigurno je to da je u Ateni uporaba robovske radne snage na selu bila vrlo česta, ali i to da Grčka nije poznavala ona golema mnoštva robova koja su radila na rimskim latifundijama.
Robovska radna snaga služila je u rudnicima i kamenolomima, u kojima su radili veliki brojevi robova, koje su često državi iznajmljivali bogati pojedinci. Prema Ksenofontu,  strateg Nikija iznajmio je državi tisuću robova za rad u rudnicima srebra u Lauriju u Atici, Hiponik ih je dao šest stotina, a Filomid njih tri stotine, pri čemu su dobivali jedan obol dnevno po robu, što je ukupno iznosilo 60 drahmi godišnje. To je za bogate Atenjane bilo jedna od najisplativijih ulaganja. Procjenjuje se da je oko 30 000 robova radilo u laurijskim rudnicima i na preradi rude. Ksenofont predlaže da polis treba kupiti veliki broj robova, do tri državna roba po jednom građaninu, tako da od njihovog iznajmljivanja mogu živjeti svi građani.
Robovi su radili i u obrtu i trgovini. Kao i u poljoprivredi, i tu su rabljeni za poslove koje slobodni članovi obitelji nisu mogli obavljati. Najviše su radili u radionicama: u Lisijinoj tvornici štitova radilo je 120 robova, dok je Demostenov otac posjedovao 32 nožara i 20 izrađivača postelja.
I u samom kućanstvu korištena je robovska radna snaga. Tu je glavna uloga roba bila pomagati gospodaru u njegovim poslovima i pratiti ga na putu. U vrijeme rata služio je kao ordinans građaninu-hoplitu. Robinje su se bavile kućnim poslovima, kao što je pečenje kruha i izrada tekstila. Kućnog roba nisu imali samo najsiromašniji građani.

## Demografija

### Brojnost
Teško je procijeniti broj robova u staroj Grčkoj, jer se takvi popisi nisu vršili i da su se u različitim oblastima primjenjivale različite definicije ropstva. Sigurno je to da je robovsko stanovništvo bilo najbrojnije u Ateni, gdje je u 6. u 5. stoljeću pr. n. e. bilo i do 80 000 robova, odnosno, u prosjeku su na jedno kućanstvo dolazila tri do četiri roba. Tukidid u 5. stoljeću pr. n. e. piše o tome kako je tijekom dekelejskog rata, 20 890 robova, većinom obrtnika, prebjeglo Lakedemonjanima. Najniža procjena, od oko 20 000 robova u Demostenovo vrijeme, značila bi kako je na jedno kućanstvo dolazio jedan rob. Između 317. i 307. pr. n. e. atenski tiranin Demetrije Faleronski naredio je provođenje popisa stanovništva u Atici, koji je ishodovao ovim brojkama: 21 000 građana, 10 000 meteka i 40 000 robova. Govornik Hiperid u svojoj besjedi Protiv Aristogitona prisjeća se kako je pokušaj da se 15 000 vojno sposobnih robova unovači za rat doveo do poraza u bici kod Heroneje 338. pr. Kr., što se slaže s Ktesiklovim brojkama koje navodi Atenej.
Iz pisanih izvora može se zaključiti kako je većina slobodnih atenskih građana posjedovala barem jednog roba. Komediograf Aristofan u svom Plutu prikazuje siromašne seljake koji imaju po nekoliko robova, a Aristotel navodi da se tipično kućanstvo sastoji i od oslobođenika i robova. Prema tome, ako netko nije posjedovao roba, bilo je razvidno kako se radi o siromahu. Lisija, u svom govoru Za nemoćnika, gdje zastupa bogalja koji moli za mirovinu, objašnjava da je "moj prihod vrlo mali i sad već moram sve te stvari raditi sam i čak ne mogu sebi priuštiti ni roba koji će to raditi za mene". S druge strane, u Grčkoj nije bilo onakvoga golemog mnoštva robova karakterističnog za stari Rim. Kad Atenej navodi primjer Mnasona, Aristotelovog prijatelja i vlasnika tisuću robova, izgleda da se radi o jednom od iznimnih slučajeva. Platon, koji je pred kraj života imao pet robova, kaže da vrlo bogati građani imaju pedeset robova. Tukidid, pak, procjenjuje da je otok Hios imao proporcionalno najveći broj robova, s iznimkom Lakonije.